# Minas (Uruguay)
Minas ist die Hauptstadt des Departamento Lavalleja in Uruguay. 

## Geographie
Die Stadt liegt, in einem Tal eingeschlossen, nordöstlich von Montevideo in 122 km Entfernung. In der Nähe befindet sich etwa der 305 Meter hohe Cerro Arequita. Etwa 20 km nordöstlich vom Minas liegt der Parque Salto del Penitente. Siedlungen in der näheren Umgebung von Minas sind Campanero nördlich, Barrio La Coronilla südwestlich, San Francisco de las Sierras südöstlich und die etwas weiter entfernt liegenden Villa Serrana im Ostnordosten und Estación Solís im Westen. Durch die Stadt führt am Süd- bzw. Westrand der Arroyo San Francisco, in den dort der Arroyo La Plata mündet.

## Einwohner
Die Stadt hat 38.446 Einwohner (Stand: 2011), davon 18.289 männliche und 20.157 weibliche.
| Jahr | Einwohner |
| ---- | --------- |
| 1853 | 1.925     |
| 1963 | 31.805    |
| 1975 | 35.225    |
| 1985 | 34.658    |
| 1996 | 37.146    |
| 2004 | 37.925    |
| 2011 | 38.446    |

Quelle: Instituto Nacional de Estadística de Uruguay

## Herkunft des Namens
In der Umgebung der Stadt gibt es viele Minen und Stollen, auf die der Name „Minas“ zurückzuführen ist.

## Geschichte
Gegründet wurde die Stadt 1783, als sich hier 152 Siedler aus Asturien und Galicien niederließen. Berühmt ist die Stadt für ihr kulturelles Erbe.
Im Jahr 1960 wurde das Bistum Minas errichtet. Bischofskirche des Bistums ist die Catedral de la Inmaculada Concepción, die 1892 eingeweiht wurde.

## Wirtschaft und Infrastruktur

### Wirtschaft
Rund fünf Kilometer östlich von Minas existieren Gold-Vorkommen. Dort befindet sich die Goldmine Mina Arrospide.
Die Firmen Cementos Artigas und ANCAP haben jeweils Zementwerke in oder bei Minas.

### Verkehr
Minas liegt an der Ruta 8. Zudem endet in Minas die Bahnstrecke Sayago–Minas, die derzeit nur im Güterverkehr betrieben wird. Anfang der 2020er Jahre wird der Bahnhof zu einem sozialen, sportlichen und kulturellen Komplex umgebaut. Einrichtungen für Fahrgäste sind auch vorgesehen.

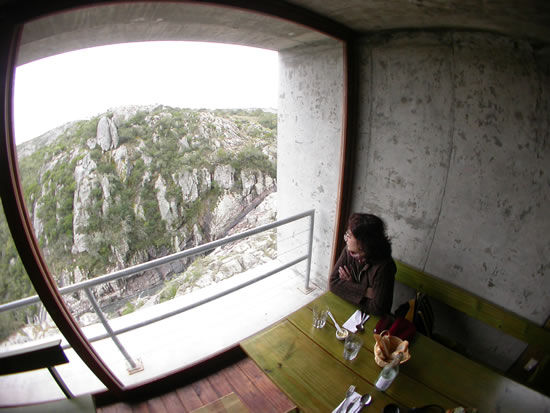
Blick auf den Salto del Penitente

### Bildung
Minas beherbergt mehrere Bildungseinrichtungen, wie das Liceo Nº 2 Molino Viejo, das Colegio y Liceo San José oder die Escuela Nº 102.

### Sehenswürdigkeiten
In Minas auf dem Cerro Artigas steht die größte Pferdestatue der Welt in Erinnerung an General José Gervasio Artigas.
In der Umgebung von Minas, 24 Kilometer Wegstrecke östlich, befindet sich der 60 Meter hohe Wasserfall Salto del Penitente, ein beliebtes Ausflugsziel mit touristischer Infrastruktur im gleichnamigen Naturpark.

## Städtepartnerschaften
- Santa Ana de Coro, Venezuela

## Söhne und Töchter der Stadt
- Sebastián Abreu (* 1976), Fußballspieler
- Raúl Ballefín (1923–2013), Basketballspieler, -trainer und Journalist
- Aníbal Barrios Pintos (1918–2011), Historiker
- Sebastián Britos (* 1988), Fußballspieler
- Gabriel Cedrés (* 1970), Fußballspieler
- Humberto Correa (1904–1964), Gitarrist und Tangokomponist, Autor und Schauspieler
- Horacio Espondaburu (1855–1902), Landschaftsmaler
- Germán Ferreira (1991–2022), Fußballspieler
- Santos Inzaurralde (1925–2013), Schriftsteller und Politiker
- Baudilio Jáuregui (* 1945), Fußballspieler und Trainer
- Álvaro Márquez (* 1990), Fußballspieler
- Leonardo Pais (* 1994), Fußballspieler
- Adriana Peña (* 1964), Politikerin
- Alfredo Vidal y Fuentes (1863–1926), Politiker und Mediziner
- Álvaro Villete (* 1991), Fußballspieler